# Aguacatitla, Yahualica
Aguacatitla är en ort i Mexiko.   Den ligger i kommunen Yahualica och delstaten Hidalgo, i den sydöstra delen av landet, 170 km norr om huvudstaden Mexico City. Aguacatitla ligger 795 meter över havet och antalet invånare är 521.
Terrängen runt Aguacatitla är huvudsakligen kuperad. Aguacatitla ligger uppe på en höjd. Runt Aguacatitla är det ganska tätbefolkat, med 100 invånare per kvadratkilometer. Närmaste större samhälle är Xochiatipan de Castillo, 15,1 km öster om Aguacatitla. I omgivningarna runt Aguacatitla växer huvudsakligen savannskog.